# 10295 Hippolyta
A 10295 Hippolyta (ideiglenes jelöléssel 1988 GB) egy marsközeli kisbolygó. Carolyn S. Shoemaker és Eugene Merle Shoemaker fedezte fel 1988. április 12-én.